# أرسنال موسم 2008–09
كان موسم 2008–09 هو الموسم السابع عشر على التوالي لنادي أرسنال لكرة القدم في الدوري الإنجليزي الممتاز والموسم الثالث والثمانين على التوالي في الدرجة الأولى من كرة القدم الإنجليزية.   شارك أرسنال هذا الموسم في الدوري الإنجليزي الممتاز وكأس الاتحاد الإنجليزي وكأس الرابطة ودوري أبطال أوروبا. كانت هذه هي المرة الأولى منذ عام 1986 التي يفشل فيها أرسنال في الفوز بأي لقب لمدة أربعة مواسم متتالية.